# WPML
WPML(WordPress Multilingual) je dodatak za WordPress, koji razvija tvrtka OnTheGoSystems Limited. Prije svega je predviđen za uporabu na malim i srednje veilikm mrežnim stranicama koje koje koriste WordPress. Prva inačica objavljena je 2007. godine, a danas se koristiti na više od 600.000 mrežnih mjesta.
WMPL je najpopularniji dodatak za WordPress u Hrvatskoj.

## Značajke
WPML je komercijalni dodatak za WordPress, najpopularniji CMS na svijetu. WPML omogućava višejezičnost mrežnim mjestima koja su izrađena pomoću WordPressa. 
WPML omogućava autorima mežnih stranica prevođenje na različite jezike. Autori mogu sami upisati prijevod ili mogu sadržaj poslati na prevođenje prevoditeljskoj agenciji. WPML ima svoj API te ga je na taj način moguće povezati s drugim dodacima i sustavima za prevođenje. Postoje tri verzije korisničkih računa
WPML je zaštićeni znak koji pripada tvrtci OnTheGoSystems Limited, ali je napravljen u skladu s GPL licencom.
Zahvaljuči programu kompatibilnosti koji provodi OnTheGoSystems WMPL je kompatibilan s veliki brojem dodataka i tema za WordPress.

## Vanjske poveznice
- WPML homepage